# Бузик
Бузик (фр. Bouzic) насеље је и општина у југозападној Француској у региону Аквитанија, у департману Дордоња која припада префектури Сарла ла Канеда.
По подацима из 2011. године у општини је живело 143 становника, а густина насељености је износила 12,16 становника/km². Општина се простире на површини од 11,76 km². Налази се на средњој надморској висини од 150 метара (максималној 310 m, а минималној 106 m).

## Демографија
| 1962. | 1968. | 1975. | 1982. | 1990. | 1999. | 2011. |
| ----- | ----- | ----- | ----- | ----- | ----- | ----- |
| 122   | 148   | 141   | 128   | 133   | 132   | 143   |

График промене броја становника у току последњих година